# Samenstelling Belgische Senaat 1919-1921
De lijst van leden van de Belgische Senaat van 1919 tot 1921. De Senaat telde toen 120 zetels. Op 16 november 1919 werden 93 senatoren rechtstreeks verkozen. Het nationale kiesstelsel was in die periode gebaseerd op algemeen enkelvoudig stemrecht voor alle mannelijke Belgen van 21 jaar en ouder, volgens een systeem van evenredige vertegenwoordiging op basis van de Methode-D'Hondt, gecombineerd met een districtenstelsel. Daarnaast waren er ook 27 provinciale senatoren, aangeduid door de provincieraden.
De legislatuur liep van 9 december 1919 tot 20 oktober 1921. Tijdens deze legislatuur waren achtereenvolgens de regering-Delacroix II (december 1919 - november 1920) en de regering-Carton de Wiart (november 1920 - november 1921) in functie. Beide regeringen steunden op een meerderheid van katholieken, liberalen en socialisten. In oktober 1921 verlieten de socialisten de regering, waarna vervroegde verkiezingen werden uitgeschreven. De oppositie bestond enkel uit de ene verkozene van de Belgicistische lijst Ligue Nationale.

## Samenstelling
| Begin legislatuur (1919) | Begin legislatuur (1919) | Begin legislatuur (1919) | Begin legislatuur (1919) | Begin legislatuur (1919) | Einde legislatuur (1921) | Einde legislatuur (1921) | Einde legislatuur (1921) |
| Fractie                  | Fractie                  | Rechtstr.                | Prov.                    | Tot.                     | Fractie                  | Fractie                  | Zetels                   |
| ------------------------ | ------------------------ | ------------------------ | ------------------------ | ------------------------ | ------------------------ | ------------------------ | ------------------------ |
|                          | Katholieken              | 43                       | 16                       | 59                       |                          | Katholieken              | 63                       |
|                          | Liberalen                | 33                       | 6                        | 39                       |                          | Liberalen                | 41                       |
|                          | Socialisten              | 16                       | 5                        | 21                       |                          | Socialisten              | 15                       |
|                          | Ligue nationale          | 1                        | 0                        | 1                        |                          | Ligue nationale          | 1                        |

Wijzigingen in fractiesamenstelling:
- In 1920 wordt de verkiezing van 8 socialistische rechtstreeks gekozen senatoren ongeldig verklaard, omdat ze niet aan de voorwaarden om senator te worden voldoen. In hun plaats worden acht nieuwe senatoren verkozen. Van deze vrijgekomen zetels gaan er twee naar de socialisten, vier naar de katholieken en twee naar de liberalen.

## Lijst van de senatoren
| Senator                                               | Partij          | Aanduiding                   | Kieskring                                   | Provincie       | Opmerkingen |
| ----------------------------------------------------- | --------------- | ---------------------------- | ------------------------------------------- | --------------- | --- |
| Emmanuel de Meester                                   | Katholiek       | Rechtstreeks gekozen senator | Antwerpen                                   | -               | Vervangt vanaf 30 maart 1920 Frédégand Cogels, die uit de politiek stapt. |
| Edgar Vercruysse                                      | Katholiek       | Rechtstreeks gekozen senator | Antwerpen                                   | -               | |
| Julien Koch                                           | Katholiek       | Rechtstreeks gekozen senator | Antwerpen                                   | -               | |
| Arthur Brijs                                          | Katholiek       | Rechtstreeks gekozen senator | Antwerpen                                   | -               | Vervangt vanaf 1 juli 1920 Pierre Spillemaeckers (Socialist), die niet aan de voorwaarden voldoet om senator te kunnen worden.                                                                       |
| Nicolaas Cupérus                                      | Liberaal        | Rechtstreeks gekozen senator | Antwerpen                                   | -               | |
| Albert Le Jeune                                       | Liberaal        | Rechtstreeks gekozen senator | Antwerpen                                   | -               | |
| Frans Wittemans                                       | Socialist       | Rechtstreeks gekozen senator | Antwerpen                                   | -               | Vervangt vanaf 12 oktober 1920 Frédéric Spyers, die overstapt naar de gemeentelijke politiek. |
| Paul van Reynegom de Buzet                            | Katholiek       | Rechtstreeks gekozen senator | Mechelen-Turnhout                           | -               | |
| François du Four                                      | Katholiek       | Rechtstreeks gekozen senator | Mechelen-Turnhout                           | -               | |
| Charles Lefebvre                                      | Katholiek       | Rechtstreeks gekozen senator | Mechelen-Turnhout                           | -               | Vervangt vanaf 7 oktober 1920 François Empain, die om beroepsredenen ontslag neemt. |
| Charles Cools                                         | Katholiek       | Rechtstreeks gekozen senator | Mechelen-Turnhout                           | -               | |
| Ernest Bergmann                                       | Liberaal        | Rechtstreeks gekozen senator | Mechelen-Turnhout                           | -               | |
| Alexandre Braun                                       | Katholiek       | Rechtstreeks gekozen senator | Brussel                                     | -               | Voorzitter van de katholieke fractie. |
| Georges Dupret                                        | Katholiek       | Rechtstreeks gekozen senator | Brussel                                     | -               | |
| Edouard Du Bost                                       | Katholiek       | Rechtstreeks gekozen senator | Brussel                                     | -               | Secretaris. |
| Léon de Steenhault de Waerbeek                        | Katholiek       | Rechtstreeks gekozen senator | Brussel                                     | -               | Vervangt vanaf 1 juni 1920 Louis Van Hooveld (Socialist), die niet aan de voorwaarden voldoet om senator te kunnen worden.                                                                           |
| Alexandre Halot                                       | Katholiek       | Rechtstreeks gekozen senator | Brussel                                     | -               | Vervangt vanaf 1 juni 1920 Pierre Van Fleteren (Socialist), die niet aan de voorwaarden voldoet om senator te kunnen worden.                                                                         |
| Ernest Delune                                         | Katholiek       | Rechtstreeks gekozen senator | Brussel                                     | -               | Vervangt vanaf 22 juli 1921 de overleden Georges De Ro. De Ro was tot aan zijn dood op 15 juli 1921 voorzitter van de commissie Landsverdediging.                                                    |
| Maurice Despret                                       | Liberaal        | Rechtstreeks gekozen senator | Brussel                                     | -               | Vervangt vanaf 28 september 1920 de overleden François Prosper Hanrez. Hanrez was tot aan zijn dood op 22 augustus 1920 voorzitter van de commissie Financiën en voorzitter van de liberale fractie. |
| Antoine Depage                                        | Liberaal        | Rechtstreeks gekozen senator | Brussel                                     | -               | Vervangt vanaf 1 juni 1920 Alfred Durieux (Socialist), die niet aan de voorwaarden voldoet om senator te kunnen worden.                                                                              |
| Alphonse Huisman-Van den Nest                         | Liberaal        | Rechtstreeks gekozen senator | Brussel                                     | -               | Vervangt vanaf 1 juni 1920 Joseph Pavez (Socialist), die niet aan de voorwaarden voldoet om senator te kunnen worden.                                                                                |
| Albert Poelaert                                       | Liberaal        | Rechtstreeks gekozen senator | Brussel                                     | -               | |
| Albert Bauwens                                        | Liberaal        | Rechtstreeks gekozen senator | Brussel                                     | -               | |
| Omer Lepreux                                          | Liberaal        | Rechtstreeks gekozen senator | Brussel                                     | -               | |
| Victor De Meulemeester                                | Socialist       | Rechtstreeks gekozen senator | Brussel                                     | -               | |
| Victor Vanderkelen                                    | Liberaal        | Rechtstreeks gekozen senator | Leuven                                      | -               | Vervangt vanaf 2 maart 1920 de overleden Gustave Swinnen. |
| Edouard Descamps                                      | Katholiek       | Rechtstreeks gekozen senator | Leuven                                      | -               | |
| Auguste de Becker Remy                                | Katholiek       | Rechtstreeks gekozen senator | Leuven                                      | -               | Quaestor. |
| Auguste Dumont de Chassart                            | Katholiek       | Rechtstreeks gekozen senator | Nijvel                                      | -               | |
| Edouard Charles Brunard                               | Liberaal        | Rechtstreeks gekozen senator | Nijvel                                      | -               | |
| Albéric Ruzette                                       | Katholiek       | Rechtstreeks gekozen senator | Brugge                                      | -               | |
| Alphonse Dumon                                        | Ligue Nationale | Rechtstreeks gekozen senator | Brugge                                      | -               | |
| Félix Struye de Swielande                             | Katholiek       | Rechtstreeks gekozen senator | Veurne-Diksmuide-Oostende                   | -               | Voorzitter van de commissie Koloniën. |
| Auguste Serruys                                       | Liberaal        | Rechtstreeks gekozen senator | Veurne-Diksmuide-Oostende                   | -               | |
| Charles Gillès de Pelichy                             | Katholiek       | Rechtstreeks gekozen senator | Roeselare-Tielt                             | -               | |
| Emile Billiet                                         | Katholiek       | Rechtstreeks gekozen senator | Roeselare-Tielt                             | -               | |
| Cyrille Van den Bussche                               | Katholiek       | Rechtstreeks gekozen senator | Roeselare-Tielt                             | -               | |
| Gustave Bruneel de la Warande                         | Katholiek       | Rechtstreeks gekozen senator | Kortrijk-Ieper                              | -               | |
| Julien Liebaert                                       | Katholiek       | Rechtstreeks gekozen senator | Kortrijk-Ieper                              | -               | |
| Raymond Vande Venne                                   | Liberaal        | Rechtstreeks gekozen senator | Kortrijk-Ieper                              | -               | |
| Ernest Nolf                                           | Liberaal        | Rechtstreeks gekozen senator | Kortrijk-Ieper                              | -               | |
| Théophile Libbrecht                                   | Katholiek       | Rechtstreeks gekozen senator | Gent-Eeklo                                  | -               | |
| Edgard de Kerchove d'Ousselghem                       | Katholiek       | Rechtstreeks gekozen senator | Gent-Eeklo                                  | -               | |
| Arnold t'Kint de Roodenbeke                           | Katholiek       | Rechtstreeks gekozen senator | Gent-Eeklo                                  | -               | Ondervoorzitter en voorzitter van de commissie Landbouw. |
| Amand Casier de ter Beken                             | Katholiek       | Rechtstreeks gekozen senator | Gent-Eeklo                                  | -               | Vervangt vanaf 4 mei 1920 Henri Lefèvre (Socialist), die niet aan de voorwaarden voldoet om senator te kunnen worden.                                                                                |
| Camille Isidore De Bast                               | Liberaal        | Rechtstreeks gekozen senator | Gent-Eeklo                                  | -               | |
| Emile Coppieters                                      | Socialist       | Rechtstreeks gekozen senator | Gent-Eeklo                                  | -               | |
| Louis de Brouchoven de Bergeyck                       | Katholiek       | Rechtstreeks gekozen senator | Dendermonde-Sint-Niklaas                    | -               | |
| Louis de Lausnay                                      | Katholiek       | Rechtstreeks gekozen senator | Dendermonde-Sint-Niklaas                    | -               | Vervangt vanaf 23 november 1920 de overleden Henri Mertens. |
| Armand Du Bois                                        | Katholiek       | Rechtstreeks gekozen senator | Dendermonde-Sint-Niklaas                    | -               | |
| Hercule Coullier de Mulder                            | Liberaal        | Rechtstreeks gekozen senator | Dendermonde-Sint-Niklaas                    | -               | |
| Louis De Sadeleer                                     | Katholiek       | Rechtstreeks gekozen senator | Oudenaarde-Aalst                            | -               | Vanaf 9 november 1920 voorzitter van de commissie Financiën. |
| Gaston Behaghel de Bueren                             | Katholiek       | Rechtstreeks gekozen senator | Oudenaarde-Aalst                            | -               | |
| Joseph De Blieck                                      | Liberaal        | Rechtstreeks gekozen senator | Oudenaarde-Aalst                            | -               | Quaestor. |
| Emmanuel Van Wetter                                   | Liberaal        | Rechtstreeks gekozen senator | Oudenaarde-Aalst                            | -               | |
| Armand Hubert                                         | Katholiek       | Rechtstreeks gekozen senator | Bergen-Zinnik                               | -               | |
| Arthur Demerbe                                        | Liberaal        | Rechtstreeks gekozen senator | Bergen-Zinnik                               | -               | |
| Fernand Mosselman                                     | Socialist       | Rechtstreeks gekozen senator | Bergen-Zinnik                               | -               | |
| Vincent Volckaert                                     | Socialist       | Rechtstreeks gekozen senator | Bergen-Zinnik                               | -               | Vervangt vanaf 4 mei 1920 Jules Masse (Socialist), die niet aan de voorwaarden voldoet om senator te kunnen worden.                                                                                  |
| Jules Dufrane                                         | Socialist       | Rechtstreeks gekozen senator | Bergen-Zinnik                               | -               | |
| Maurice Wacrenier                                     | Liberaal        | Rechtstreeks gekozen senator | Doornik-Aat                                 | -               | Vervangt vanaf 23 maart 1920 de overleden Octave Battaille. |
| Oscar de Séjournet de Rameignies                      | Liberaal        | Rechtstreeks gekozen senator | Doornik-Aat                                 | -               | |
| Henri Carton de Tournai                               | Katholiek       | Rechtstreeks gekozen senator | Doornik-Aat                                 | -               | |
| Georges Croquet                                       | Liberaal        | Rechtstreeks gekozen senator | Charleroi-Thuin                             | -               | |
| Georges Hubert                                        | Liberaal        | Rechtstreeks gekozen senator | Charleroi-Thuin                             | -               | Verkozen op de socialistische lijst. |
| Fernand Thiébaut                                      | Katholiek       | Rechtstreeks gekozen senator | Charleroi-Thuin                             | -               | Voorzitter van de commissie Economische Zaken. |
| Eugène Derbaix                                        | Katholiek       | Rechtstreeks gekozen senator | Charleroi-Thuin                             | -               | |
| Auguste Houzeau de Lehaie                             | Socialist       | Rechtstreeks gekozen senator | Charleroi-Thuin                             | -               | Voorzitter van de commissie Kunsten en Wetenschappen. |
| Albert François                                       | Socialist       | Rechtstreeks gekozen senator | Charleroi-Thuin                             | -               | Vervangt vanaf 17 maart 1921 de overleden Maxime Dryon. |
| Armand Libioulle                                      | Socialist       | Rechtstreeks gekozen senator | Charleroi-Thuin                             | -               | Secretaris. |
| Paul Berryer                                          | Katholiek       | Rechtstreeks gekozen senator | Luik                                        | -               | Voorzitter van de commissie Binnenlandse Zaken. |
| Joseph Remouchamps                                    | Liberaal        | Rechtstreeks gekozen senator | Luik                                        | -               | Vervangt vanaf 7 december 1920 Alfred Magis, die om gezondheidsredenen ontslag neemt. |
| Emile Digneffe                                        | Liberaal        | Rechtstreeks gekozen senator | Luik                                        | -               | |
| Armand Fléchet                                        | Liberaal        | Rechtstreeks gekozen senator | Luik                                        | -               | Voorzitter van de commissie Openbare Werken. Verkozen op de socialistische lijst. |
| Alphonse Carpentier                                   | Liberaal        | Rechtstreeks gekozen senator | Luik                                        | -               | Verkozen op de socialistische lijst. |
| Jean Wiser                                            | Liberaal        | Rechtstreeks gekozen senator | Luik                                        | -               | Verkozen op de socialistische lijst. |
| Jules Francq                                          | Socialist       | Rechtstreeks gekozen senator | Luik                                        | -               | |
| Ghislain Dochen                                       | Liberaal        | Rechtstreeks gekozen senator | Hoei-Borgworm                               | -               | |
| Pierre Guillaume Imperiali des Princes de Francavilla | Katholiek       | Rechtstreeks gekozen senator | Hoei-Borgworm                               | -               | |
| André Simonis                                         | Katholiek       | Rechtstreeks gekozen senator | Verviers                                    | -               | |
| Edouard Peltzer de Clermont                           | Liberaal        | Rechtstreeks gekozen senator | Verviers                                    | -               | |
| Ferdinand Portmans                                    | Katholiek       | Rechtstreeks gekozen senator | Hasselt-Tongeren-Maaseik                    | -               | |
| Georges Meyers                                        | Katholiek       | Rechtstreeks gekozen senator | Hasselt-Tongeren-Maaseik                    | -               | |
| Georges Cornet d'Elzius de Peissant                   | Katholiek       | Rechtstreeks gekozen senator | Hasselt-Tongeren-Maaseik                    | -               | Vervangt vanaf 27 januari 1921 de overleden Camille Desmaisières. |
| Prosper Wielemans                                     | Liberaal        | Rechtstreeks gekozen senator | Hasselt-Tongeren-Maaseik                    | -               | |
| Paul de Moffarts                                      | Katholiek       | Rechtstreeks gekozen senator | Aarlen-Marche-Bastenaken-Neufchâteau-Virton | -               | |
| Alfred Orban de Xivry                                 | Katholiek       | Rechtstreeks gekozen senator | Aarlen-Marche-Bastenaken-Neufchâteau-Virton | -               | Secretaris. |
| Herbert Speyer                                        | Liberaal        | Rechtstreeks gekozen senator | Aarlen-Marche-Bastenaken-Neufchâteau-Virton | -               | |
| Eugène de Mevius                                      | Katholiek       | Rechtstreeks gekozen senator | Namen-Dinant-Philippeville                  | -               | |
| Albert d'Huart                                        | Katholiek       | Rechtstreeks gekozen senator | Namen-Dinant-Philippeville                  | -               | |
| Gabriel Hicguet                                       | Liberaal        | Rechtstreeks gekozen senator | Namen-Dinant-Philippeville                  | -               | |
| Pierre Focquet                                        | Liberaal        | Rechtstreeks gekozen senator | Namen-Dinant-Philippeville                  | -               | |
| Auguste Dartevelle                                    | Liberaal        | Rechtstreeks gekozen senator | Namen-Dinant-Philippeville                  | -               | |
| Alphonse Ryckmans                                     | Katholiek       | Provinciaal senator          | -                                           | Antwerpen       | Secretaris. |
| Robert d'Ursel                                        | Katholiek       | Provinciaal senator          | -                                           | Antwerpen       | |
| Ferdinand de Baillet Latour                           | Katholiek       | Provinciaal senator          | -                                           | Antwerpen       | Quaestor. |
| Eugène Goblet d'Alviella                              | Liberaal        | Provinciaal senator          | -                                           | Brabant         | Ondervoorzitter en voorzitter van de commissie Justitie. Vanaf 28 september 1920 tevens voorzitter van de liberale fractie.                                                                          |
| Emile Vinck                                           | Socialist       | Provinciaal senator          | -                                           | Brabant         | Quaestor. |
| Joseph Berger                                         | Liberaal        | Provinciaal senator          | -                                           | Brabant         | |
| Emile Delannoy                                        | Liberaal        | Provinciaal senator          | -                                           | Brabant         | Secretaris. |
| Albert Cappelle                                       | Katholiek       | Provinciaal senator          | -                                           | West-Vlaanderen | |
| Paul Vandenpeereboom                                  | Katholiek       | Provinciaal senator          | -                                           | West-Vlaanderen | |
| Etienne de Vrière                                     | Katholiek       | Provinciaal senator          | -                                           | West-Vlaanderen | |
| Herman della Faille d'Huysse                          | Katholiek       | Provinciaal senator          | -                                           | Oost-Vlaanderen | |
| Jean-Baptiste de Ghellinck d'Elseghem                 | Katholiek       | Provinciaal senator          | -                                           | Oost-Vlaanderen | |
| Alfred Claeys-Bouüaert                                | Katholiek       | Provinciaal senator          | -                                           | Oost-Vlaanderen | Voorzitter van de commissie Arbeid, Nijverheid en Ravitaillering. |
| Arthur Ligy                                           | Katholiek       | Provinciaal senator          | -                                           | Oost-Vlaanderen | |
| Jules Bordet                                          | Liberaal        | Provinciaal senator          | -                                           | Henegouwen      | Vervangt vanaf 3 februari 1921 de overleden Leon Hiard. |
| Albert Asou                                           | Liberaal        | Provinciaal senator          | -                                           | Henegouwen      | |
| Jules Lekeu                                           | Socialist       | Provinciaal senator          | -                                           | Henegouwen      | |
| Alfred Danhier                                        | Socialist       | Provinciaal senator          | -                                           | Henegouwen      | |
| Charles Magnette                                      | Liberaal        | Provinciaal senator          | -                                           | Luik            | Secretaris. |
| Jean-Baptiste Schinler                                | Socialist       | Provinciaal senator          | -                                           | Luik            | Vervangt vanaf 30 december 1919 Léon Colleaux, die lid wordt van de Kamer van volksvertegenwoordigers.                                                                                               |
| Henri La Fontaine                                     | Socialist       | Provinciaal senator          | -                                           | Luik            | Ondervoorzitter. |
| Eugeen Keesen                                         | Katholiek       | Provinciaal senator          | -                                           | Limburg         | |
| Auguste Van Ormelingen                                | Katholiek       | Provinciaal senator          | -                                           | Limburg         | |
| Paul de Favereau                                      | Katholiek       | Provinciaal senator          | -                                           | Luxemburg       | Senaatsvoorzitter en voorzitter van de commissie Buitenlandse Zaken. |
| Armand de Pitteurs-Hiegaerts                          | Katholiek       | Provinciaal senator          | -                                           | Luxemburg       | Voorzitter van de commissie Spoorwegen, Marine en PTT. |
| Alberic de Pierpont Surmont de Volsberghe             | Katholiek       | Provinciaal senator          | -                                           | Namen           | |
| Charles de Broqueville                                | Katholiek       | Provinciaal senator          | -                                           | Namen           | |